# Fimmilena
Fimmilena ist der Name einer germanischen Gottheit, die einzig durch eine Inschrift aus Nordengland belegt ist.

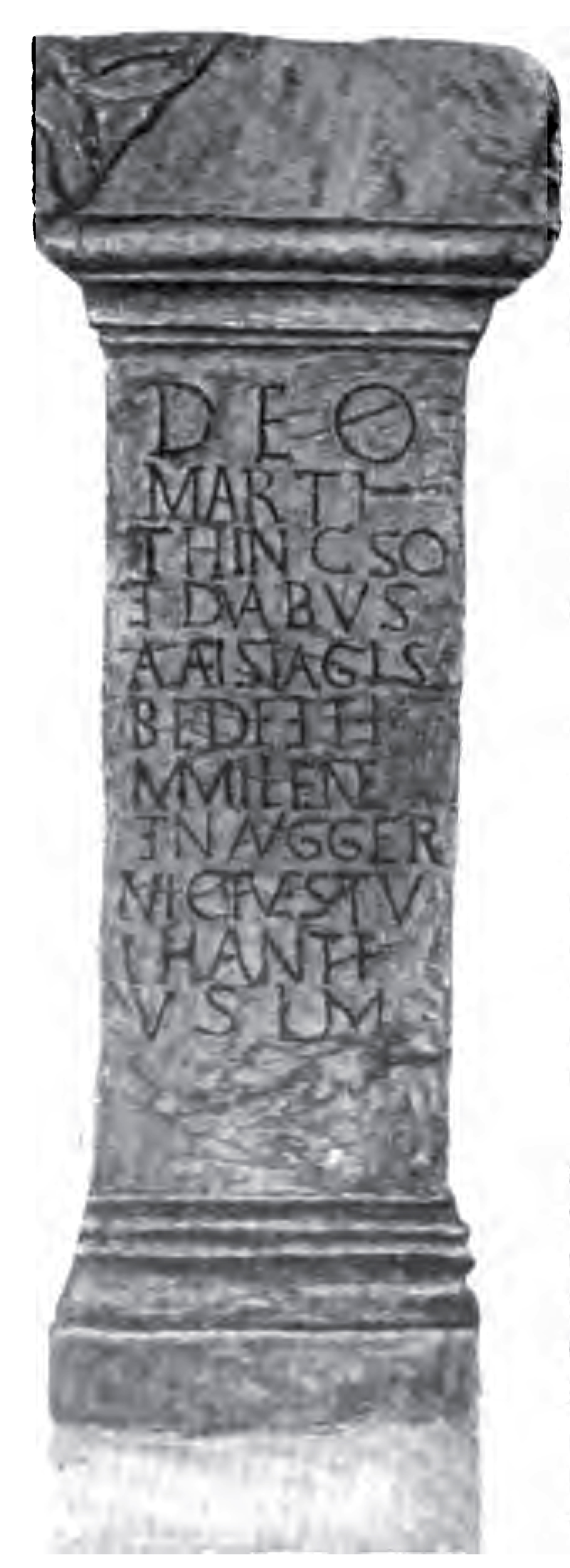
Votivstein RIB 1593

In dieser in Housesteads (Vercovicium) am Hadrianswall gefundenen Inschrift auf einem Votivstein aus dem 2. Jahrhundert wird sie als Begleiterin des mit der Inschrift geehrten Gottes Mars Thincsus zusammen mit Beda als eine der Alaisiagae genannt. Folgende Inschrift wurde wahrscheinlich von einer römischen Auxiliareinheit, dem Cuneus Frisiorum Vercovicianorum errichtet:

„Deo / Marti / Thincso / et duabus / Alaisiagis / Bede et Fi/mmilene / et N(umini) Aug(usti) Ger/m(ani) cives Tu/ihanti / v(otum) s(olverunt) l(ibentes) m(erito).“

„Dem Gott Mars Thincsus und den zwei Alaisiagen, Beda und Fimmilena und der Göttlichkeit des Kaisers die Germanen vom Stamm der Tuihanten, die willig und gern ihren Eid erfüllten.“

Da Mars Thincsus in der Forschung mehrheitlich als Gott des Things, also der Volks- und Gerichtsversammlung gedeutet wird und die Stifter Friesen in römischen Legionsdiensten waren, wird versucht, Namen und Funktion der Fimmilena aus diesem Kontext heraus zu deuten.
Schon früh nach der wissenschaftlichen Erstbeschreibung der Inschrift Ende des 19. Jahrhunderts wurden die Namen Beda und Fimmilena mit den Rechtsinstituten des Bodthing und des Fimelthing, die im westfriesischen Schulzenrecht des 12. Jahrhunderts erwähnt werden, verbunden. Bodthing erscheint hier als „gebotenes Thing“, Fimelthing als ein zusätzliches Afterding oder Ungehorsamsthing. Nach Georges Dumézil und Rudolf Simek wäre Beda demzufolge die (Schutz-)Göttin des *Bedthings. Der zeitliche Abstand zwischen dem römischen Zeitalter und den spätmittelalterlichen Quellen ist immerhin beträchtlich. Der norwegische Historiker Frode Iversen warnt deshalb vor voreiligen Schlussfolgerungen, meint aber die erwähnten Götternamen könnten tatsächlich auf den Existenz eines germanischen Systems von festen Rechtsversammlungen (Thincsus) hinweisen, mit Sondersitzungen (Beda) und informellen Sitzungen (Fimmilena).